# Прелесть (сериал)
«Пре́лесть» — российский криминально-драматический телесериал Динара Гарипова о борьбе за золото и власть. Рабочее название сериала — «Гнать». Слоган телесериала — «Золото будет мстить». Производством проекта занималась компания Good Story Media.
Премьера двух первых серий состоялась в онлайн-кинотеатре Premier 18 января 2024 года. Новые серии размещались еженедельно по четвергам. Заключительная серия вышла 15 февраля 2024 года.

## Сюжет
25-летний автоугонщик Цыган живёт в небольшом провинциальном городе Новопригоньевске, где градообразующим предприятием является завод по переработке драгоценных металлов. Двадцать лет назад на нём таинственно без вести пропал отец главного героя. Спустя годы Цыган решает узнать правду и наказать виновных. Для этого автоугонщик объединяется с бывшим директором завода Леонидом Максимовичем против нынешнего руководителя предприятия Осинского.

## Актёры и роли

### В главных ролях
| Актёр              | Роль                                                                       |
| ------------------ | -------------------------------------------------------------------------- |
| Олег Меньшиков     | Леонид Максимович Морозов                                                  |
| Фёдор Федотов      | Цыган (Алексей Владимирович Цыганков)                                      |
| Максим Коновалов   | Буба напарник Леонида Максимовича                                          |
| Елизавета Кононова | Арина дочь Осинского                                                       |
| Филипп Янковский   | Андрей Осинский генеральный директор Новопригоньевского аффинажного завода |

### В ролях
| Актёр               | Роль                                                |
| ------------------- | --------------------------------------------------- |
| Игорь Черневич      | акционер                                            |
| Олег Васильков      | Баруев                                              |
| Назар Сафонов       | Вася                                                |
| Василий Молодцов    | дилер                                               |
| Сергей Легостаев    | Зампотех                                            |
| Вера Кинчева        | Юля                                                 |
| Сергей Лобанов      | Костян                                              |
| Сергей Ракша        | Максим                                              |
| Равиль Батыров      | Максон                                              |
| Екатерина Стулова   | Мария мама Цыгана                                   |
| Олег Савцов         | рабочий-47 (Владимир Иванович Цыганков) отец Цыгана |
| Михаил Сафронов     | отчим Цыгана                                        |
| Мария Баранникова   | молодая жена Осинского                              |
| Андрей Бобров       | напарник Зампотеха                                  |
| Константин Мурзенко | начальник полиции                                   |
| Алексей Личутин     | Бич-1                                               |
| Анатолий Горячев    | Витя Голова                                         |
| Сергей Шнырёв       | подполковник                                        |
| Илларион Маров      | сын Леонида Максимовича                             |
| Полина Сапрыкина    | молодая Мария                                       |
| Артём Данилов       | Цыган в детстве                                     |

## История создания
Съёмки сериала проходили в Москве и Московской области с октября по декабрь 2022 года.
Специально для сериала рэп-исполнитель Pharaoh создал и записал трек «Цвет Золота».
11 сентября 2023 года состоялся первый публичный показ сериала в рамках II фестивале онлайн-кинотеатров «Новый сезон» на сочинском курорте «Роза Хутор».
17 января 2024 года прошла светская премьера сериала в московском кинотеатре «Художественный».

## Мнения о сериале
Сериал получил неоднозначные оценки критиков и журналистов.
- Никита Никитин, «Бюллетень кинопрокатчика»:

Целевой аудиторией проекта являются поклонники задействованных в сериале актёров и самые заядлые фанаты криминального жанра. Последние смогут получить от сериала определенное удовольствие.
- Наталия Григорьева, «Кино-театр.ру»:

Личные драмы связывают всех героев: будь то гибель отцов или детей, распри папы и дочери, намечающиеся драматичные мезальянсы и уже остывающие отношения — без точки, но с намёком на тайну. За пазухой всегда пистолет, на быстром наборе — решала, дилер и киллер, под угрозой — жизнь прекрасной дамы, а на кону — чуть ли не тонна золота, за которую в кадре явно погибнет ещё не один персонаж. Некоторые „ценности“ вечны.
- Леонид Кискаркин, «Вокруг ТВ»:

Динар Гарипов даёт зрителю надежду, что любовь сможет исцелить задыхающийся от алчности и безнадёги город, но людской злобы в этой истории тысячекратно больше.
- Вера Цветкова, «Независимая газета»:

Создатели проекта решили сменить энергичное и ёмкое рабочее название „Гнать“ на „Прелесть“, имея в виду православное понятие духовной прелести (впадая в прелесть, человек судит других, полагая, что они не ведают, что творят, а он будет тем, кто учинит справедливое наказание). Но уж очень это глубоко для современной аудитории – тогда уж стоило, что ли, оставить подсказку в виде старославянского написания – „Прѣльсть“...
- Ярослав Забалуев, «Москвич Mag»:

Каскад выдающихся и непривычно для русского кино сдержанных актёрских работ создаёт необходимую атмосферу, компенсируя недостаток яркости в режиссуре. За разборками взрослых наблюдать интереснее, чем за метаниями молодых, пружина сюжета сжимается туго и обещает эффектные взрывы ближе к финалу.
- Полина Агибалова, ForbesLife:

Один из главных атрибутов сериала — золото, которое выступает не просто в роли мерила роскоши, а аллегорией зла. В „Прелести“ металл связывает бандитские девяностые, современное „сегодня“ и религиозные мотивы воедино. В культурном смысле золото часто несёт метафоричный образ наказания за жадность и глупость.
- Яна Телова, «Окколокино»:

„Прелесть“ радует впечатляющим актёрским составом и мрачной атмосферой безвременья, но мало чем выделяется на фоне избытка криминальных сериалов. Зрители, находящиеся в поисках чего-то нового, рискуют остаться разочарованными, но для ценителей брутального жанра проект может стать настоящим подарком.
- Евгения Смыкова, «После титров»:

Помимо интересных персонажей „Прелесть“ может похвастать стильной картинкой с готичными интерьерами и гнетущей атмосферой беспросветного будущего.